# 東島悠起
東島 悠起（ひがしじま ゆうき、1984年4月26日 - ）は、日本の俳優、ミュージシャン。京都府出身。身長180cm、体重60kg。

## 人物
幼少時にピアノを習い始める。13歳にはギターをはじめ、音楽学校『アン・ミュージック・スクール』在籍時よりギタリストとしての活動を開始。テレキャスターが大好き。また俳優としてNHK連続テレビ小説『だんだん』で坂下俊 役で俳優デビュー。2015年からはシンガーソングライターとして活動を開始する。

### 経歴
数々のバックバンドメンバーとしての活動の他に、舞台『あずみ』、『エビ大王』、『あずみ 〜RETURNS〜』、『蒲田行進曲』、『何日君再来』などでもギタリストとしてレコーディングに参加。
近年では、NHKかんさい特集 『おかんの逆襲〜我が家のリフォーム戦争〜』で音楽を担当、作曲家デビューとなる。

## 出演

### テレビドラマ
- NHK連続テレビ小説 『だんだん』坂下俊 役（2008年9月 - 2009年3月、NHK）
- かんさい特集 『おかんの逆襲 〜我が家のリフォーム戦争〜』まーくん 役  (2009年7月、NHK大阪)
- スペシャルドラマ 『大阪ラブ&ソウル』  (2010年11月、NHK大阪)

### 舞台
- 舞台版『だんだん』 坂下俊 役